# Owusu Benson
Owusu Benson (Accra, 22 marzo 1977) è un ex calciatore ghanese, di ruolo centrocampista.

## Carriera

### Club
Ha giocato nella prima divisione ghanese, in quella rumena, in quella svizzera ed in quella giapponese.

### Nazionale
Nel 1999 ha giocato una partita amichevole con la maglia della nazionale ghanese.

## Palmarès

### Club

#### Competizioni nazionali
- Coppa di Ghana: 1

Hearts of Oak: 1993-1994